# سيمون ماسون
سيمون ماسون (بالإنجليزية: Simon Mason) هو لاعب هوكي الحقل بريطاني، ولد في 30 مارس 1973.

## وصلات خارجية
- سيمون ماسون على موقع أوليمبيديا (الإنجليزية)
- سيمون ماسون على موقع اللجنة الأولمبية البريطانية (الإنجليزية)